# Baróti Lajos (irodalomtörténész, 1858–1938)
Baróti Lajos József (1881-ig: Bartl; írói álneve: Lajos bácsi) (Makó, 1858. augusztus 22. – Budapest, 1938. január 13.) magyar író, irodalomtörténész. A Nemzeti Kaszinó könyvtárosa is volt.

## Életpályája
Szülei Bartel Ede és Rébay Emilia voltak. Középiskolai tanulmányait Nagybányán és Szatmáron végezte el. 1879-ben végzett a budapesti tudományegyetem bölcsészettudományi karán. 1879-ben a Bolond Istók munkatársa, 1903–1919 között szerkesztője volt. 1886–1887 között az Urambátyám segédszerkesztője, 1887–1888 között szerkesztője volt Bartók Lajossal, majd 1888–1902 között maga szerkesztette.
Végelgyengülésben hunyt el Budapesten, 1938. január 13-án. Sírja a Farkasréti temetőben található.

## Magánélete
Felesége, Stegmüller Mária Rafaela Konstanczia volt.

## Művei
- Képes versek a kicsinyek számára (Budapest, 1886)
- Nemzeti képeskönyv. Képek és versek (szerkesztette, Szentes, 1887)
- Andersen legszebb meséi. A magyar ifjúságnak elmeséli (Budapest, 1888; 1929)
- Arany abc. Versikék (Budapest, 1891)
- Kópéságok. A magyar ifjúság gyönyörűségére (Budapest, 1894)
- Bechstein összes meséi (Budapest, 1894; 1920)
- Robinson Crusoe viszontagságai (Budapest, 1898; 1929)
- Grimm testvérek legszebb meséi. A magyar ifjúságnak elmeséli (Budapest, 1900; 1929)
- Bandi az asztalos (Budapest, 1901)
- Lenke és egyéb történetek (Budapest, 1903)
- Münchhausen báró csodálatos kalandjai szárazon és vizen; a magyar ifjúság számára átdolg. Baróti Lajos, ill. Gustav Doré;  Rozsnyai, Bp., 1911
- Andersen összegyűjtött meséi (átdolgozás, Budapest, 1929)
- Grimm testvérek újabb meséi. Átd. (Bp., 1929)
- Grimm testvérek nagy mesekönyve. A magyar ifjúságnak elmeséli Székely Nándorral (Budapest, 1937)

## Műfordításai
- Maurice Leblanc: Az üvegdugó (Budapest, 1920)
- Andersen újabb meséi (Budapest, 1929)